# Jamey Stegmaier
Jamey Stegmaier (geboren 1981) ist ein amerikanischer Spieleautor, Verleger und Buchautor. Er ist Geschäftsführer des Verlags Stonemaier Games, in dem er eigene Spiele sowie Spiele anderer Autoren veröffentlicht.

## Biografie
Jamey Stegmaier wuchs in Virginia auf und ging an die Washington University in St. Louis, Missouri.  Dort gründete er gemeinsam mit Alan Stone den Verlag Stonemaier Games und veröffentlichte sein erstes Spiel Viticulture im Jahr 2013 nach einer erfolgreichen Kickstarter-Kampagne. Mit Euphoria und mehreren Ergänzungen zu Viticulture, vor allem Tuscany: Expand the World of Viticulture 2014, realisierte er weitere Spiele über kickstarter. 2015 erschienen dann Viticulture Essential Edition und Tuscany Essential Edition sowie sein Buch A Crowdfunder's Strategy Guide: Build a Better Business by Building Community über seine Erfahrungen mit dem Crowdfunding und der Plattform Kickstarter.com, über die er auch in seinem Verlagsblog in den kickstarter lessons schreibt.
2016 erschien das Strategiespiel Scythe, das international erschien und ausgezeichnet wurde. Die deutsche Version des Spiels wurde bei dem deutschen Verlag Feuerland Spiele veröffentlicht. Auch für Scythe erschienen mehrere Ergänzungen. 2017 kam Charterstone auf dem Markt, ein Spiel nach dem Legacy-Prinzip, bei dem es sich mit jeder Spielrunde weiterentwickelt.

## Veröffentlichungen

### Ludographie (Auswahl)
- Viticulture (mit Alan Stone; 2013)
- Euphoria (mit Alan Stone; Euphoria: Build a Better Dystopia, 2013)
- Tuscany: Expand the World of Viticulture (mit Morten Monrad Pedersen und Alan Stone, 2014)
- Viticulture Essential Edition (mit Morten Monrad Pedersen und Alan Stone, 2015)
- Tuscany Essential Edition (mit Morten Monrad Pedersen und Alan Stone, 2015)
- Scythe (2016)
- Scythe: Invaders from Afar (2016)
- Scythe: The Wind Gambit (mit Kai Starck, 2017)
- Charterstone (2017)
- Scythe: The Rise of Fenris ( mit Ryan Lopez DeVinaspre, 2018)
- My Little Scythe (2018)
- Viticulture: Visit from the Rhine Valley (2018)
- Tapestry (2019)

### Bücher
- A Crowdfunder's Strategy Guide: Build a Better Business by Building Community. (2015)

## Auszeichnungen
- Swiss Gamers Award
  - Scythe (2017)
- As d’Or - Jeu de l'Année Expert
  - Scythe (2017)
- Deutscher Spielepreis
  - Scythe: 2017, Platz 4
- International Gamers Award
  - Scythe: Nominierung 2017
- Japan Boardgame Prize
  - Viticulture: Essential Edition: 2017, Voters' Selection Platz 7